# Hubara arabska
Hubara arabska (Chlamydotis macqueenii) – gatunek dużego ptaka z rodziny dropi (Otididae). Narażony na wyginięcie.

## Systematyka
Hubara arabska jest gatunkiem monotypowym. Dawniej była klasyfikowana jako podgatunek hubary saharyjskiej – Chlamydotis undulata macqueenii, jednakże w 2002 po przeprowadzeniu badań genetycznych stwierdzono, iż należy ją uznać za oddzielny gatunek. Różnice występują m.in. w głosie oraz w zachowaniach godowych. Hubara arabska jest ponadto nieco większa i ma nieco jaśniejsze oraz bardziej jednolite upierzenie na grzbiecie.

## Zasięg występowania
Zamieszkuje Bliski Wschód i Półwysep Arabski oraz Iran, Pakistan i Kazachstan po Mongolię i północne Chiny. Północna część populacji wędrowna. Zimuje na wybrzeżach Zatoki Perskiej oraz w Iranie i Indiach. Wyjątkowo zalatuje do Polski.

## Morfologia
WyglądBrak wyraźnego dymorfizmu płciowego, choć samice są mniejsze. Wierzch ciała brudnożółty, z lekkim poprzecznym rysunkiem. Na głowie mały czub z ciemnych piór o białych końcówkach. Od pokryw usznych wzdłuż szyi aż po pierś ciągną się pasy długich, czarnych lub brązowych piór, które mogą być nastroszone. Spód biały, wole ciemno nakrapiane. Pokrywy podogonowe ciemno pręgowane. Szyja szarawa.
Nieco mniejsza od hubary saharyjskiej, ma też ciemniejsze upierzenie.
Wymiary średniedługość ciała – samce 65–75 cm, samice 55–65 cm
rozpiętość skrzydeł ok. 145 cm
masa ciała – samce 1800–3200 g, samice 1200–1700 g

## Ekologia i zachowanie
BiotopStepy, pustynie i półpustynie.
GniazdoNa ziemi.
JajaW ciągu roku wyprowadza jeden lęg, składając w marcu – maju 1 do 5 jaj.
Wysiadywanie, pisklętaJaja wysiadywane są przez okres ok. 24 dni. Pisklęta opuszczają gniazdo i pierzą się po ok. 35 dniach, a opuszczają samicę jesienią.
PożywieniePokarm mieszany – pędy i nasiona roślin, oraz bezkręgowce.

## Status i ochrona
Międzynarodowa Unia Ochrony Przyrody (IUCN) klasyfikuje hubarę arabską jako gatunek narażony (VU, Vulnerable) od 2014 roku, kiedy to uznała ją za odrębny gatunek. Liczebność światowej populacji w 2014 roku szacowano na około 78 960 – 97 000 osobników. Globalny trend liczebności populacji uznawany jest za spadkowy.
W Polsce podlega ścisłej ochronie gatunkowej.